# Androsace sempervivoides
Androsace sempervivoides är en viveväxtart som beskrevs av Venceslas Victor Jacquemont och Jean Étienne Duby. Androsace sempervivoides ingår i släktet grusvivor, och familjen viveväxter. Inga underarter finns listade i Catalogue of Life.

## Bildgalleri

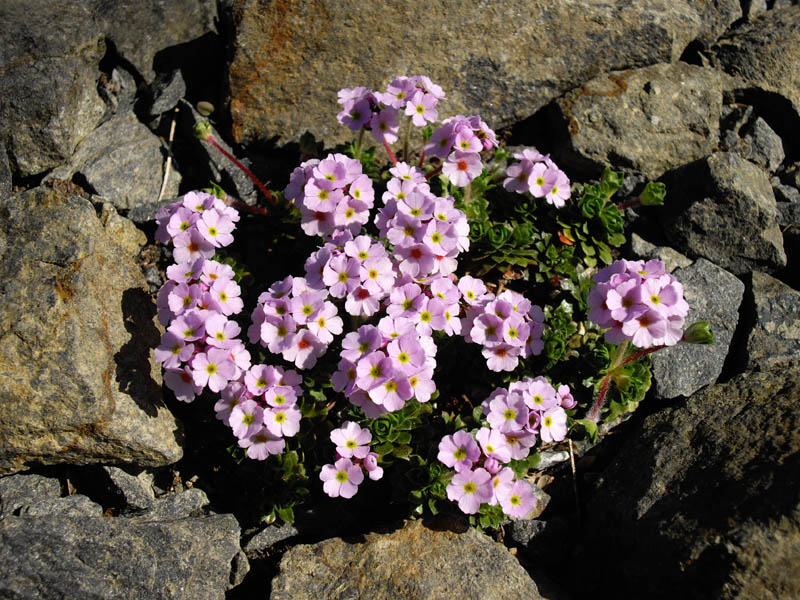
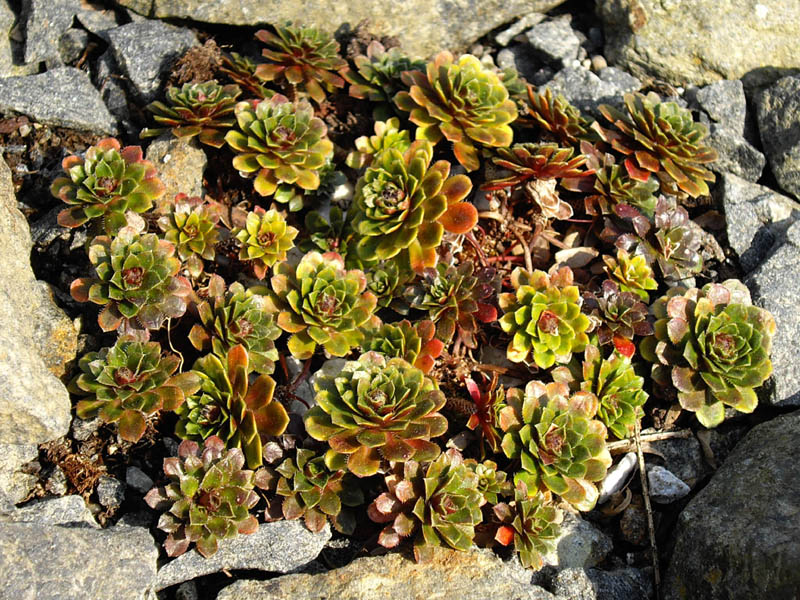
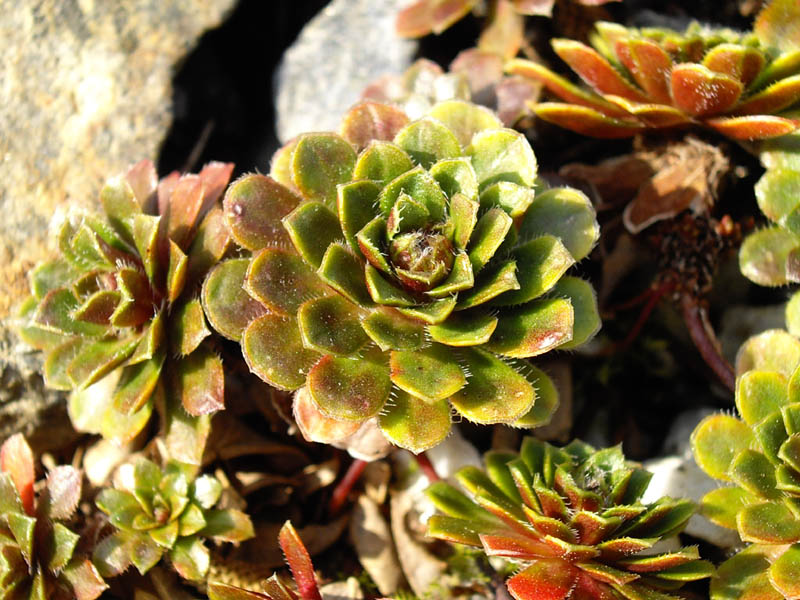
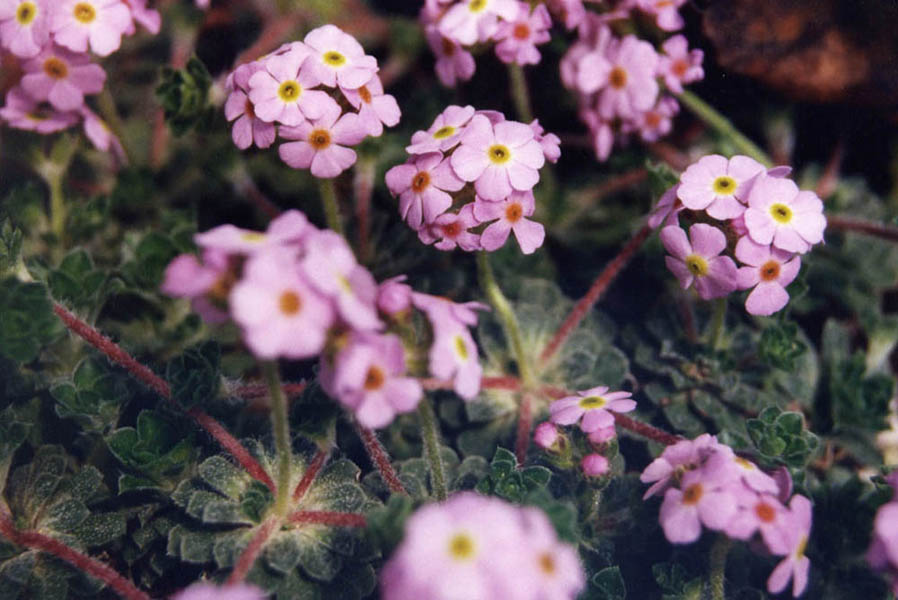
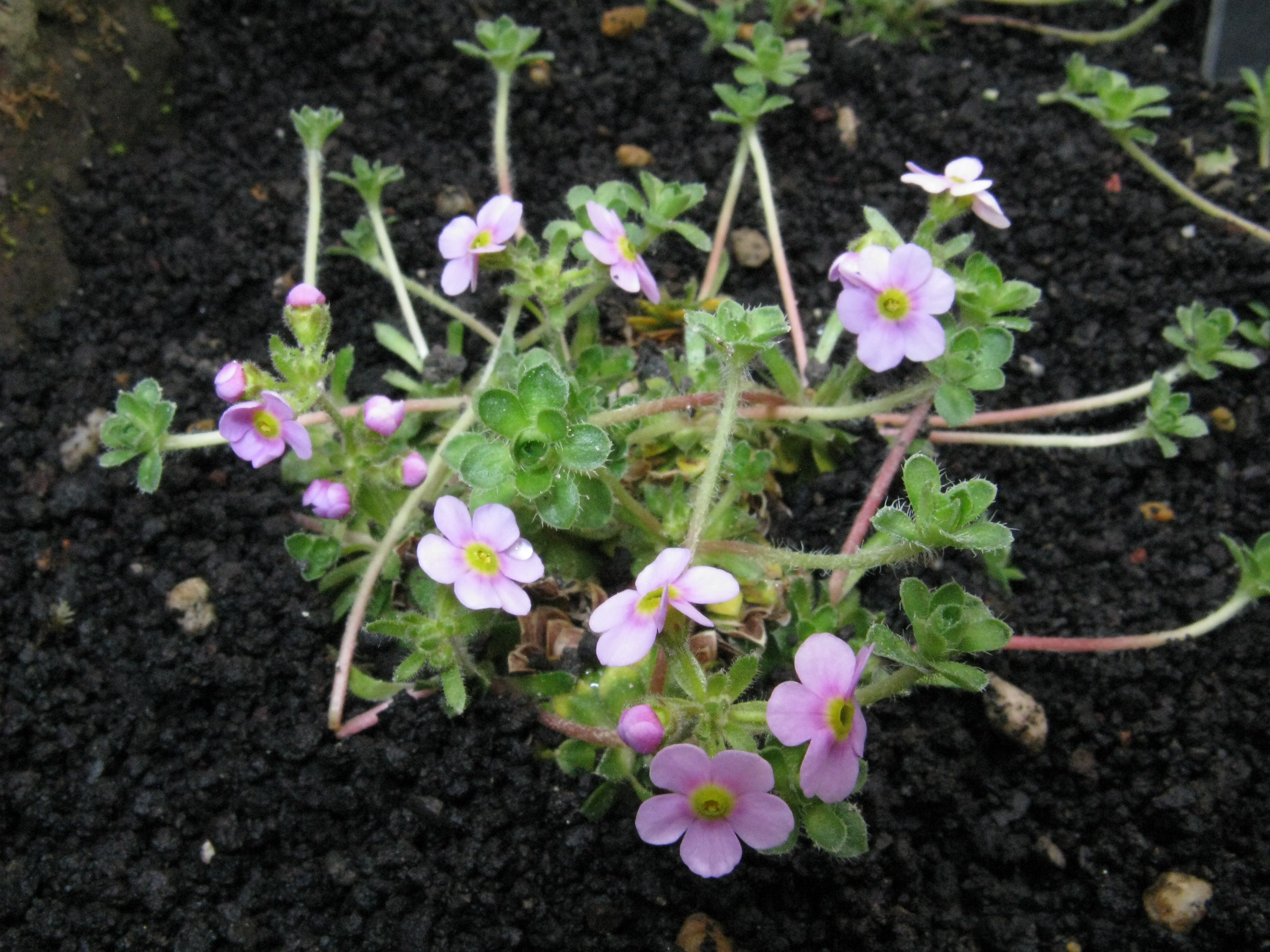
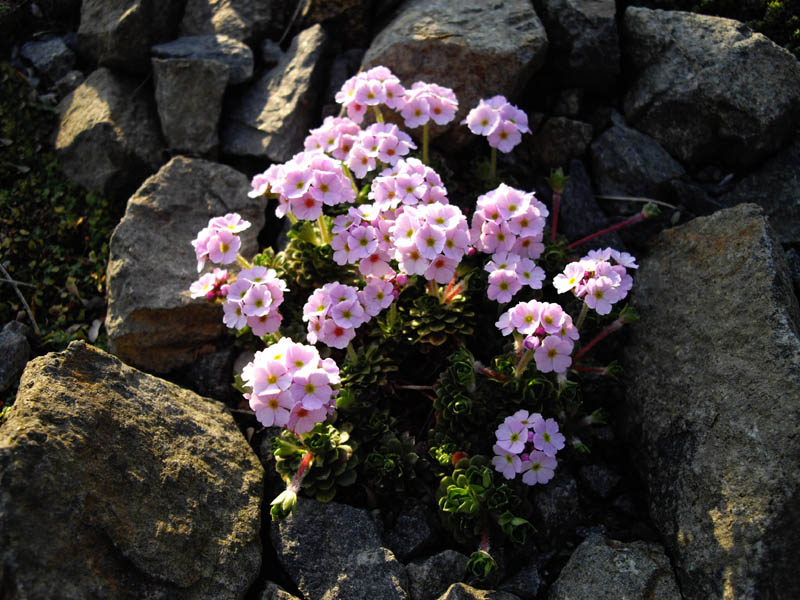